# Marex Brăila
Marex Brăila este o companie producătoare de mezeluri și alte produse din carne din România care face parte din grupul de companii Marex.
Compania deține o fermă de porci în județul Brăila, cu un efectiv de 120.000 de capete, fiind unul dintre principalii furnizori de carne proaspătă din România. De asemenea, mai deține un abator, o fabrică de preparate din carne și o fabrică de alcool.
Cifra de afaceri
- 2009: 87,3 milioane euro[2]
- 2006: 20 milioane euro[3]

Venit net în 2006: 0,3 milioane euro